# Giorgio Arianiti
Giorgio Arianiti Topia Comneno (Gjergj Arianiti in albanese; 1383 – 1462) è stato un generale e patriota albanese.

## Biografia

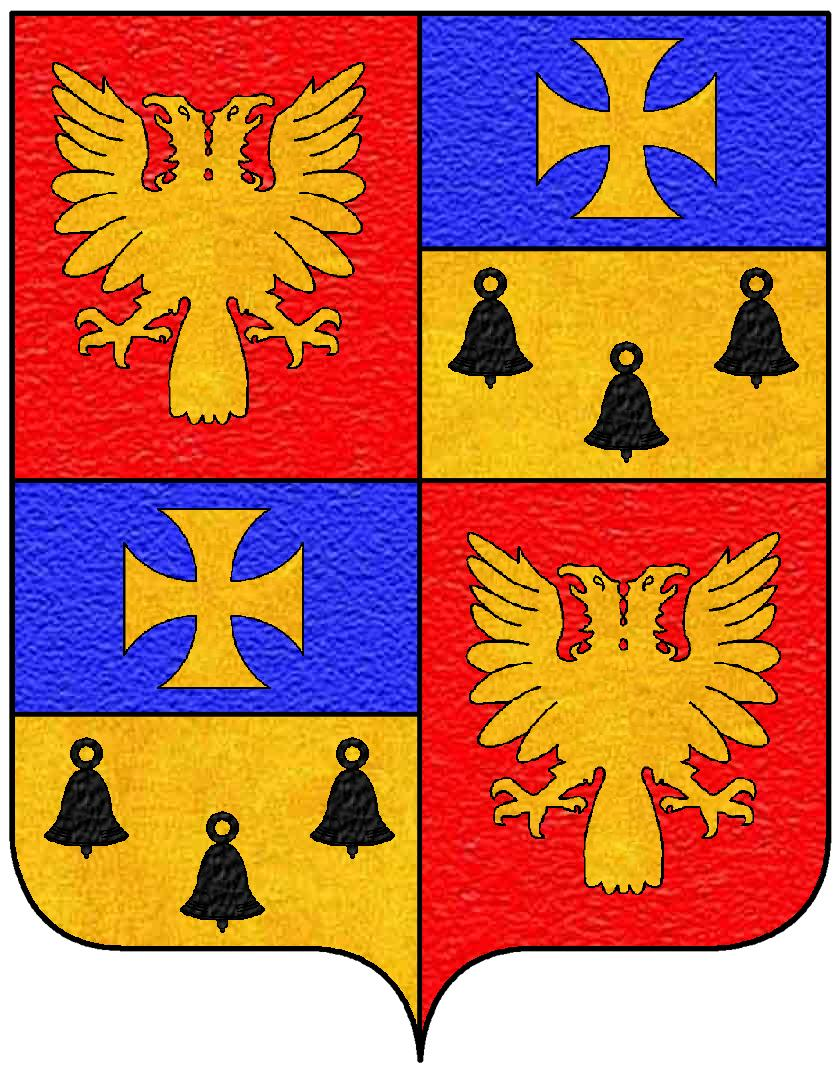
Stemma degli Arianiti Comneno

Ripetutamente impegnato nella lotta contro l'Impero ottomano, sposando Maria Musachi fu suocero dell'eroe nazionale albanese Giorgio Castriota Scanderbeg e zio di Musacco Golemi, altro condottiero e patriota albanese.
Nonostante il vincolo di parentela con Scanderbeg, i suoi rapporti con il genero furono abbastanza turbolenti. Alleatosi con il Regno di Napoli nel 1446, a discapito di Scanderbeg, si unì a lui nella Lega di Alessio, abbandonandolo però dopo la sconfitta nella Battaglia di Berat (1450) e preferendo allearsi con la Repubblica di Venezia nel 1456.